# Paraphylax flavostigmus
Paraphylax flavostigmus är en stekelart som först beskrevs av André Seyrig 1952.  Paraphylax flavostigmus ingår i släktet Paraphylax och familjen brokparasitsteklar. Inga underarter finns listade i Catalogue of Life.